# Hippotragus
Hippotragus este un gen de antilopă care include două specii vii și una recent dispărută, precum și unele rude fosile. Numele provine din limba greacă ἵππος („híppos”), „cal”, și τράγος („trágos”), „he-capră”.
| Imagine | Denumirea științifică | Denumirea comună   | Distribuire                                  |
| ------- | --------------------- | ------------------ | -------------------------------------------- |
|         | H. equinus            | Roan antelope      | Africa de Vest, Centrală, de Est și de Sud   |
|         | H. niger              | Sable antelope     | Africa de Est, sudul Kenyei și Africa de Sud |
|         | H. leucophaeus        | †Antilopa albastră | Sud-vestul Capului Africa de Sud             |

Specii fosile
- †Hippotragus gigas[5]
- †Hippotragus cookei? - poate fi un nomen dubium[6]